# Månförmörkelse

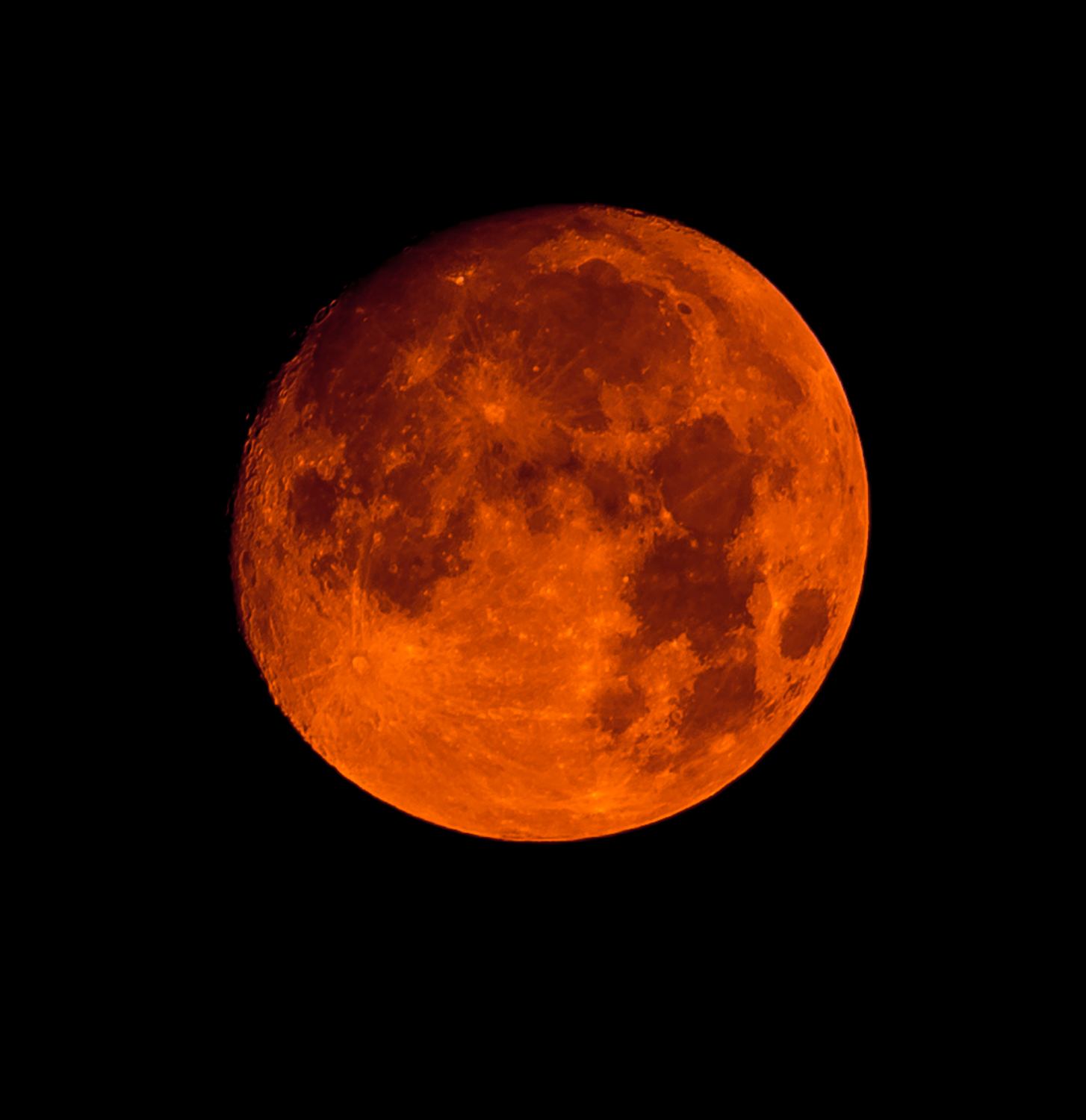
Blodmåne med strålkratern Tycho nere till vänster.

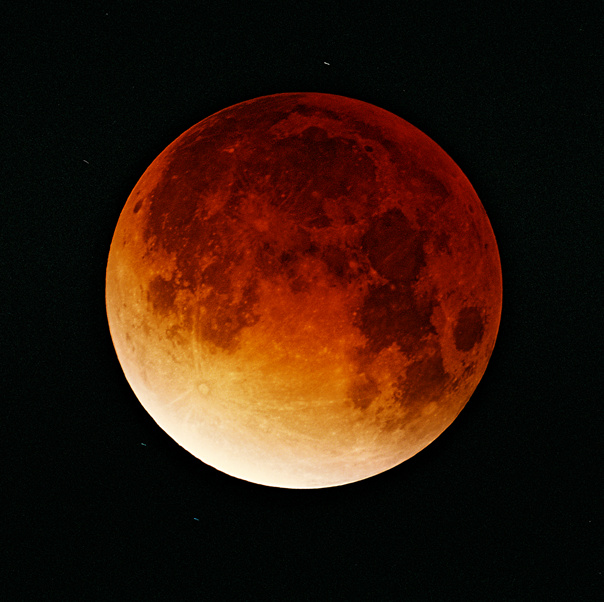
Månförmörkelse år 2003

Månförmörkelse inträffar bara under fullmåne, när solen, jorden och månen ligger i linje, med jorden i mitten. Jordens skugga träffar månen som därmed blir förmörkad, helt eller delvis. Om jorden någon tid under händelsen skuggar hela månen från direkt solljus, inträffar en total månförmörkelse. 
Även vid en total månförmörkelse svartnar inte månen helt, utan den syns svagt röd och kallas därför även blodmåne. Orsaken till detta är att solljus som passerar nära jordranden genom jordens atmosfär bryts (refraktion) på grund av jordens krökning och densitetsminskningen med höjden i atmosfären. En del ljus når därför månen. Det är dock främst det röda ljuset som klarar den långa färden i flack bana genom atmosfären, medan ljus med kortare våglängder (t.ex. blått ljus) inte når fram på grund av Rayleigh-spridning (av samma skäl är solen röd vid solnedgång).

## Tre sorters månförmörkelser
Månförmörkelser kan indelas i tre typer. Vid den totala månförmörkelsen befinner sig hela månen någon tid helt i jordens kärnskugga. Hela månskivan blir då helt mörk, med olika toner av orange till rödbrunt. En partiell månförmörkelse inträffar då månen, under passagen genom jordens skugga, inte någon tid helt och hållet befinner sig i kärnskuggan. Endast en del av månen är då i kärnskuggan, och resten befinner sig i halvskugga. När månen inte alls träffas av jordens kärnskugga, utan endast av halvskuggan, får vi en penumbral månförmörkelse. Ett sällsynt specialfall är när hela månen är skuggad, men bara av halvskugga – en total penumbral förmörkelse.
En total månförmörkelse har inledande och avslutande faser, när den är partiell eller penumbral. Hela förloppet kan ta nästan fyra timmar, och av det kan den totala fasen kan vara i över en och en halv timme.

## Total månförmörkelse
Vid en total månförmörkelse befinner sig hela den mot solen vända delen av månytan, i jordens så kallade kärnskugga. Med andra ord är solens direkta ljus mot månen helt blockerat av jordskivan. Ändå blir månen inte fullständigt svart eftersom en del av solljuset bryts, eller rättare, sprids i jordens atmosfär. På grund av att en större del av ljus med långa våglängder sprids på detta sätt, jämfört med kortare våglängder, så kommer detta indirekta ljus att belysa månen med ett rödaktigt sken och ge månytan en mörkt rödbrun ton. Det har gett denna typ av förmörkelse namnet blodmåne.

## Statistik
Det inträffar ungefär 240 månförmörkelser per sekel vilket är ungefär lika många som solförmörkelserna.
De flesta månförmörkelserna är penumbrala förmörkelser följt av något färre partiella förmörkelser. Totala månförmörkelser inträffar vid 29 procent av förmörkelserna. Minst två och högst fem månförmörkelser inträffar varje år.

## Selenelion

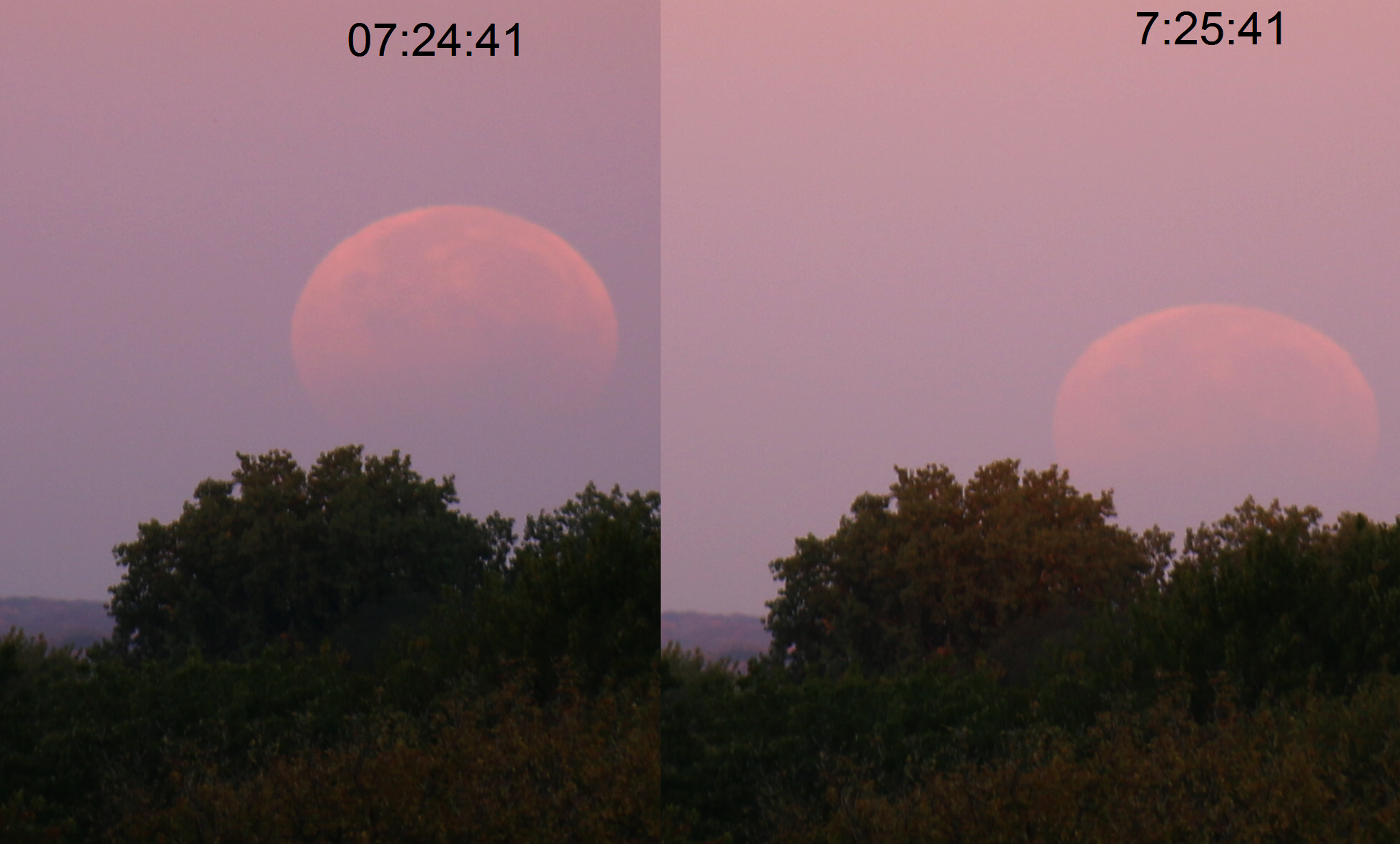
En månförmörkelse i oktober 2014 där månen fotograferats förmörkad i samband med solnedgången, en så kallad selenelion.

En selenelion eller selenehelion inträffar när både solen och den förmörkade månen kan observeras samtidigt. Det kan endast inträffa i samband med soluppgången, eller solnedgången, när solen och månen är vid vardera horisonten i väster och öster, dvs. i opposition. Det här fenomenet har därför också kallats "horisontell månförmörkelse".

## Att betrakta en månförmörkelse
Till skillnad från solförmörkelser är månförmörkelser synliga från jordens hela nattsida samtidigt, eftersom jorden har helt olika roller i de två typerna av förmörkelser. I ena fallet betraktar vi en måne som skuggas av den mycket större jorden, där vi själva befinner oss. I andra fallet skuggas en liten del av jorden av en måne, som nätt och jämnt förmår täcka solskivan. Om man däremot befann sig på månen under en månförmörkelse, skulle man få uppleva en solförmörkelse orsakad av jorden.
När ingen del av kärnskuggan faller på månytan är den betydligt vitare och ljusare och så pass lite förmörkad, att det vid en flyktig blick kanske inte märks att en månförmörkelse pågår. Så fort kärnskuggan täcker en större del av månytan blir skådespelet mer uppenbart.

### Danjon-skalan
Följande skala för att ranka totala månförmörkelser upprättades av den franske astronomen André-Louis Danjon1921:
L=0: Väldigt mörk. Månen nästan osynlig i mitten av totaliteten.
L=1: Mörk, grå eller brunaktig i färgen. Detaljer på månen urskiljbara enbart med svårighet.
L=2: Djupröd eller rostfärgad förmörkelse. Väldigt mörka skuggor i centrum, medan yttre kanten av umbran är relativt ljus.
L=3: Tegelröd förmörkelse. Umbrala skuggor med ljus eller gul kant.
L=4: Ljust kopparröd eller orange förmörkelse. Umbrala skuggor som är blåaktiga och har väldigt ljus kant.